# Liste der Straßen in Hamburg-Rissen

Lage von Rissen in Hamburg und im Bezirk Altona (hellrot)

Die Liste der Straßen in Hamburg-Rissen ist eine Übersicht der im Hamburger Stadtteil Rissen vorhandenen Straßen. Sie ist Teil der Liste der Verkehrsflächen in Hamburg.

## Überblick
In Rissen (Ortsteilnummer 227) leben 16494 Einwohner (Stand: 31. Dezember 2023) auf 16,7 km². Rissen liegt in den Postleitzahlenbereichen 22559 und 22589.
In Rissen gibt es 121 benannte Verkehrsflächen, darunter eine Insel. Drei Motivgruppen finden sich im Stadtteil:
- Gestalten aus der Nibelungensage
- Gestalten aus der Gudrunsage
- Opern bzw. Figuren aus Opern von Richard Wagner

## Übersicht der Straßen
Die nachfolgende Tabelle gibt eine Übersicht über alle benannten Verkehrsflächen – Straßen, Plätze und Brücken – im Stadtteil sowie einige dazugehörige Informationen. Im Einzelnen sind dies:
- Name/Lage: aktuelle Bezeichnung der Straße, des Platzes oder der Brücke. Über den Link (Lage) kann die Straße, der Platz oder die Brücke auf verschiedenen Kartendiensten angezeigt werden. Die Geoposition gibt dabei ungefähr die Mitte an. Bei längeren Straßen, die durch zwei oder mehr Stadtteile führen, kann es daher sein, dass die Koordinate in einem anderen Stadtteil liegt.
- Straßenschlüssel: amtlicher Straßenschlüssel, bestehend aus einem Buchstaben (Anfangsbuchstabe der Straße, des Platzes oder der Brücke) und einer dreistelligen Nummer.
- Länge/Maße in Metern:
Hinweis: Die in der Übersicht enthaltenen Längenangaben sind nach mathematischen Regeln auf- oder abgerundete Übersichtswerte, die im Digitalen Atlas Nord[1] mit dem dortigen Maßstab ermittelt wurden. Sie dienen eher Vergleichszwecken und werden, sofern amtliche Werte bekannt sind, ausgetauscht und gesondert gekennzeichnet.
Bei Plätzen sind die Maße in der Form a × b bei rechteckigen Anlagen oder a × b × c bei dreiecksförmigen Anlagen mit a als längster Kante dargestellt.
Der Zusatz (im Stadtteil) gibt an, wie lang die Straße innerhalb des Stadtteils ist, sofern sie durch mehrere Stadtteile verläuft.
- Namensherkunft: Ursprung oder Bezug des Namens.
- Datum der Benennung: Jahr der offiziellen Benennung oder der Ersterwähnung eines Namens, bei Unsicherheiten auch die Angabe eines Zeitraums.
- Anmerkungen: Weitere Informationen bezüglich anliegender Institutionen, der Geschichte der Straße, historischer Bezeichnungen, Baudenkmale usw.
- Bild: Foto der Straße oder eines anliegenden Objektes.

| Name/Lage                         | Straßen- schlüssel | Länge/Maße (in Metern) | Namensherkunft | Datum der Benennung | Anmerkungen | Bild                       |
| --------------------------------- | ------------------ | ---------------------- | --- | ------------------- | --- | -------------------------- |
| Achter de Höf (Lage)              | A011               | 0550                   | nach einer Flurbezeichnung | 1928                | niederdeutsch Achter de Höf = Hinter den Höfen | Achter de Höf              |
| Achter Lüttmoor (Lage)            | A013               | 0600                   | nach einer Flurbezeichnung | 1962                | niederdeutsch Achter Lüttmoor = Hinterm kleinen Moor | Achter Lüttmoor            |
| Achtern Sand (Lage)               | A020               | 0570                   | nach einer Flurbezeichnung, gemeint ist ein Stück Land hinter einem Dünenstreifen                                                             | 1928                | | Achtern Sand               |
| Adebarweg (Lage)                  | A029               | 0520                   | nach dem Fabelnamen für den Storch | 1931                | | Adebarweg                  |
| Alberichstieg (Lage)              | A062               | 0250                   | nach einer Gestalt aus der Nibelungensage | 1951                | | Alberichstieg              |
| Alte Sülldorfer Landstraße (Lage) | A623               | 0905                   | nach der Lage im Stadtteil | 1985                | | Alte Sülldorfer Landstraße |
| Am Beedenkamp (Lage)              | A641               | 0175                   | nach einer Flurbezeichnung | 1986                | | Am Lilienberg              |
| Am Brünschendiek (Lage)           | A661               | 0105                   | nach einer Flurbezeichnung | 1991                | Brünschen = Besenstrauch | Am Brünschendiek           |
| Am Leuchtturm (Lage)              | A288               | 0435                   | nach der Lage in der Nähe des Rissener Leuchtturms an der Elbe                                                                                | 1950                | | Am Leuchtturm              |
| Am Lilienberg (Lage)              | A587               | 0120                   | nach einer Flurbezeichnung | 1975                | | Am Lilienberg              |
| Am Rissener Bahnhof (Lage)        | A322               | 0260                   | nach der Lage am S-Bahnhof Rissen | 1930                | | Am Rissener Bahnhof        |
| Babenwischenweg (Lage)            | B012               | 1460                   | nach einem oberhalb einer Wiese verlaufenden Weg                                                                                              | 1932                | niederdeutsch baben = oben, oberhalb, Wisch(en) = Wiese(n) | Babenwischenweg            |
| Beim Dorfgraben (Lage)            | B803               | 0195                   | nach der Lage am Rissener Dorfgraben | 1978                | | Beim Dorfgraben            |
| Bellerbek (Lage)                  | B766               | 0145                   | nach einer Flurbezeichnung | 1972                | Der Namensteil „Beller“ leitet sich von „Bil“ ab, was Teilung bedeutet und meint einen Höhenzug zwischen Rissen und Wedel, der die Landschaft teilt.                                                                                    | Bellerbek (HH-Rissen)      |
| Bookwetenkamp (Lage)              | B472               | 0240                   | nach dem niederdeutschen Wort für „Buchweizen“                                                                                                | 1929                | | Bookwetenkamp              |
| Brunhildstraße (Lage)             | B643               | 0165                   | nach einer Gestalt aus der Nibelungensage | 1939                | | Brunhildstraße             |
| Brünschentwiete (Lage)            | B635               | 1485                   | nach „Brünschen“, den Zweigen des Besenstrauchs                                                                                               | 1928                | | Brünschentwiete            |
| Buschredder (Lage)                | B730               | 0400                   | in Anlehnung an die Straße Rissener Busch | 1965                | | Buschredder                |
| Eibenkamp (Lage)                  | E051               | 0240                   | nach einer Eibe, die hier früher stand | 1936                | | Eibenkamp                  |
| Etzer Weg (Lage)                  | E251               | 0105                   | Etz, Ortsteil der Gemeinde Appen im Kreis Pinneberg in Schleswig-Holstein                                                                     | 1932                | | Etzer Weg                  |
| Falkensteiner Ufer (Lage)         | F023               | 0385 (im Stadtteil)    | nach der in Blankenese gelegenen Straße Falkenstein, deren Name wiederum auf das Wappen des Hamburger Zweigs der Familie Godeffroy zurückgeht | 1929                | östlicher Teil in Blankenese | Falkensteiner Ufer         |
| Farnstieg (Lage)                  | F040               | 0300                   | nach der gleichnamigen Pflanzengruppe | 1929                | | Farnstieg                  |
| Feldweg 85 (Lage)                 | F075               | 0930                   | |                     | Mit Nummern versehene Feldwege wurden als Orientierungshilfe vom Bau- und Vermessungsamt vergeben und sollen sukzessive Straßennamen erhalten.                                                                                          | Feldweg 85                 |
| Feldweg 88 (Lage)                 | F076               | 0865                   | |                     | Mit Nummern versehene Feldwege wurden als Orientierungshilfe vom Bau- und Vermessungsamt vergeben und sollen sukzessive Straßennamen erhalten.                                                                                          | Feldweg 88                 |
| Feldweg 92 (Lage)                 | F308               | 0665                   | |                     | Mit Nummern versehene Feldwege wurden als Orientierungshilfe vom Bau- und Vermessungsamt vergeben und sollen sukzessive Straßennamen erhalten.                                                                                          | Feldweg 92                 |
| Flerrenkamp (Lage)                | F303               | 0055                   | in Anlehnung an die Flerrentwiete | 1972                | | Flerrenkamp                |
| Flerrentwiete (Lage)              | F150               | 0935                   | nach einer Flurbezeichnung | 1928                | | Flerrentwiete              |
| Forstamt Altona (Lage)            | F                  | 0825                   | in Anlehnung an die Revierförsterei Klövensteenweg, zu der die Straße führt                                                                   | 2024                | |                            |
| Fruteweg (Lage)                   | F261               | 0500                   | nach einer Gestalt aus der Gudrunsage | 1949                | | Fruteweg                   |
| Gehlenkamp (Lage)                 | G040               | 0355                   | nach einer Flurbezeichnung | 1930                | niederdeutsch gehl/geel = gelb, gemeint ist ein gelber Acker mit schlechtem, weil lehmigem Boden | Gehlenkamp                 |
| Gerlindweg (Lage)                 | G075               | 0495                   | nach einer Gestalt aus der Gudrunsage | 1957                | | Gerlindweg                 |
| Gernotstraße (Lage)               | G078               | 0260                   | nach einer Gestalt aus der Nibelungensage | 1949                | | Gernotstraße               |
| Ginsterstieg (Lage)               | G098               | 0180                   | nach der gleichnamigen Pflanzengattung | 1929                | | Ginsterstieg               |
| Grete-Nevermann-Weg (Lage)        | G420               | 0315                   | Grete Nevermann (1907–1973), Vorsitzende des Ortsausschusses Blankenese                                                                       | 1981                | | Grete-Nevermann-Weg        |
| Groten Flerren (Lage)             | G418               | 0390                   | nach einer Flurbezeichnung | 1981                | | Groten Flerren             |
| Grotiusweg (Lage)                 | G301               | 1135                   | Hugo Grotius (1583–1645), Philosoph und Rechtsgelehrter                                                                                       | 1949                | Lt. Straßenverzeichnis liegt nur das Grundstück Nr. 85 in Rissen, was anhand der Grundkarte nicht eindeutig erkennbar ist. Ansonsten befindet sich die Straße komplett in Blankenese.                                                   | Grotiusweg                 |
| Grot Sahl (Lage)                  | G288               | 0950                   | nach einer Flurbezeichnung | 1928                | Als „Sahl“ oder „Saal“ bezeichnet man eine Viehtränke. | Grot Sahl                  |
| Gudrunstraße (Lage)               | G329               | 1385                   | nach der Gudrunsage | 1949                | vor 1949 Waldstraße | Gudrunstraße               |
| Hartkrögen (Lage)                 | H147               | 0360                   | nach einer Flurbezeichnung | 1933                | | Hartkrögen                 |
| Hartmutkoppel (Lage)              | H149               | 0195                   | nach einer Gestalt aus der Gudrunsage | 1952                | | Hartmutkoppel              |
| Hasenwinkel (Lage)                | H175               | 0350                   | nach einem Flurnamen | 1928                | | Hasenwinkel                |
| Hegelingenstieg (Lage)            | H227               | 0100                   | nach einer Gestalt aus der Gudrunsage | 1960                | | Hegelingenstieg            |
| Heidewisch (Lage)                 | H250               | 0185                   | nach einer Flurbezeichnung | 1932                | | Heidewisch                 |
| Hergartweg (Lage)                 | H705               | 0090                   | nach einer Gestalt aus der Gudrunsage | 1969                | | Hergartweg                 |
| Herwigredder (Lage)               | H390               | 0925                   | nach einer Gestalt aus der Gudrunsage | 1949                | | Herwigredder               |
| Hettelstieg (Lage)                | H404               | 0100                   | nach einer Gestalt aus der Gudrunsage | 1954                | | Hettelstieg                |
| Hexenstieg (Lage)                 | H761               | 0075                   | in Anlehnung an die Hexentwiete | 1980                | | Hexenstieg                 |
| Hexentwiete (Lage)                | H415               | 0635                   | nach einem früheren Hohlweg, in dem sich dem Volksglauben nach Hexen aufgehalten haben                                                        | 1928                | | Hexentwiete                |
| Hildebrandtwiete (Lage)           | H426               | 0165                   | nach einer Gestalt aus der Nibelungensage | 1951                | | Hildebrandtwiete           |
| Hildeweg (Lage)                   | H430               | 0260                   | nach einer Gestalt aus der Gudrunsage | 1954                | | Hildeweg                   |
| Hinter der Bahn (Lage)            | H765               | 0640                   | nach der Lage bei den Gleisen der S-Bahn-Linie 1                                                                                              | 1981                | | Hinter der Bahn            |
| Hobökentwiete (Lage)              | H478               | 1545                   | nach einer Flurbezeichnung | 1928                | niederdeutsch Hoböken = Hainbuchen | Hobökentwiete              |
| Höhnerkamp (Lage)                 | H493               | 315                    | nach einer Flurbezeichnung | 1928                | niederdeutsch Höhner = Hühner | Höhnerkamp                 |
| Horandstieg (Lage)                | H627               | 0485                   | nach einer Gestalt aus der Gudrunsage | 1949                | | Horandstieg                |
| Hummelstieg (Lage)                | H690               | 0090                   | nach dem gleichnamigen Insekt | 1930                | Hamburger Teil, grenzüberschreitend nach Schleswig-Holstein | Hummelstieg                |
| In de Bargen (Lage)               | I075               | 0860 (im Stadtteil)    | nach der Dünenlandschaft an der Elbe | 1936                | niederdeutsch In de Bargen = In den Bergen; südlicher Teil in Blankenese | In de Bargen               |
| Iroldstieg (Lage)                 | I101               | 0145                   | nach einer Gestalt aus der Gudrunsage | 1955                | | Iroldstieg                 |
| Iserbarg (Lage)                   | I107               | 0305                   | nach einer Flurbezeichnung in Anlehnung an den Namen Iserbrook                                                                                | 1929                | | Iserbarg                   |
| Iserdal (Lage)                    | I127               | 0205                   | in Anlehnung an den Iserbarg | 1977                | | Iserdal                    |
| Isoldeweg (Lage)                  | I125               | 0190                   | nach der Figur aus Richard Wagners Oper Tristan und Isolde                                                                                    | 1972                | | Isoldeweg                  |
| Katherina-Hanen-Weg (Lage)        | K                  | 0270                   | Katherina Hane († 1444), erstes urkundlich belegtes Opfer der Hexenverbrennung in Hamburg                                                     | 2020                | in der Entstehung (Stand: Oktober 2022) |                            |
| Klövensteenweg (Lage)             | K268               | 3170                   | nach der Funktion in den Klövensteen führend                                                                                                  | 1949                | | Klövensteenweg             |
| Kriemhildstraße (Lage)            | K432               | 0210                   | nach einer Gestalt aus der Nibelungensage | 1933                | | Kriemhildstraße            |
| Ladigestwiete (Lage)              | L007               | 0075                   | Cord Ladiges (1862–1937), letzter Amtsvorsteher in Rissen                                                                                     | 1953                | | Ladigestwiete              |
| Langensaal (Lage)                 | L054               | 0330                   | nach einer Flurbezeichnung | 1941                | siehe Grot Sahl | Langensaal                 |
| Lehmkuhlenweg (Lage)              | L109               | 0365 (im Stadtteil)    | nach dem Flurnamen „Lehmerkamp“ | 1928                | östlicher Teil in Sülldorf | Lehmkuhlenweg              |
| Leuchtfeuerstieg (Lage)           | L149               | 0320                   | in Anlehnung an den Leuchtturmweg | 1950                | | Leuchtfeuerstieg           |
| Leuchtturmweg (Lage)              | L150               | 0645                   | nach der Lage beim Rissener Leuchtturm an der Elbe                                                                                            | 1929                | | Leuchtturmweg              |
| Lohengrinweg (Lage)               | L220               | 0350                   | nach der Titelfigur aus Richard Wagners gleichnamiger Oper                                                                                    | 1945                | | Lohengrinweg               |
| Lütt Sahl (Lage)                  | L341               | 0075                   | in Anlehnung an die Straße Grot Sahl | 1972                | | Lütt Sahl                  |
| Marschweg (Lage)                  | M070               | 1270                   | nach der Lage im Gebiet der Elbmarsch | 1928                | | Marschweg                  |
| Mechelnbusch (Lage)               | M104               | 0440                   | nach einer Flurbezeichnung | 1950                | | Mechelnbusch               |
| Meistersingerweg (Lage)           | M128               | 0210                   | nach der Oper Die Meistersinger von Nürnberg von Richard Wagner                                                                               | 1940                | | Meistersingerweg           |
| Melkerstieg (Lage)                | M136               | 0300                   | nach dem Weg, den die Melker zu den Kuhweiden benutzten                                                                                       | 1928                | | Melkerstieg                |
| Mimeweg (Lage)                    | M194               | 0160                   | nach einer Gestalt aus der Nibelungensage | 1951                | | Mimeweg                    |
| Nagelshof (Lage)                  | N185               | 0410                   | nach dem Hof der Bauernfamilie Nagel | 1968                | | Nagelshof                  |
| Neßsand (Lage)                    | N035               |                        | nach dem Begriff „Neß“ für eine Landzunge |                     | Auf dem Neßsand treffen sich die Grenzen von Hamburg, Niedersachsen und Schleswig-Holstein. Der Hamburger Teil hat eine Länge von ca. 2.235 Metern und eine Breite von maximal 100 Metern und liegt etwa auf der Höhe von Wittenbergen. | Neßsand                    |
| Nibelungenweg (Lage)              | N098               | 0295                   | nach der Nibelungensage | 1936                | | Nibelungenweg              |
| Niflandring (Lage)                | N202               | 0470                   | nach einer Gestalt aus der Gudrunsage | 1973                | | Niflandring                |
| Ole Kohdrift (Lage)               | O200               | 0200                   | nach der früheren Nutzung | 1981                | niederdeutsch Ole Kohdrift = Alter Kuhdrift; als Drift oder Trift wird ein Viehtriebweg bezeichnet | Ole Kohdrift               |
| Ortwinstieg (Lage)                | O122               | 0130                   | nach einer Gestalt aus der Gudrunsage | 1955                | | Ortwinstieg                |
| Parsifalweg (Lage)                | P038               | 0220                   | nach der gleichnamigen Oper von Richard Wagner                                                                                                | 1956                | | Parsifalweg                |
| Raalandsweg (Lage)                | R002               | 0115                   | nach einer Flurbezeichnung | 1928                | Raaland meint gerodetes Land. | Raalandsweg                |
| Rackertwiete (Lage)               | R009               | 0165                   | nach einer Flurbezeichnung | 1928                | Als Racker wurde der Schinder bzw. der Henker bezeichnet. | Rackertwiete               |
| Rheingoldweg (Lage)               | R174               | 1020                   | nach der gleichnamigen Oper von Richard Wagner                                                                                                | 1946                | | Rheingoldweg               |
| Rienziweg (Lage)                  | R399               | 0100                   | nach der gleichnamigen Oper von Richard Wagner                                                                                                | 1973                | | Rienziweg                  |
| Rissener Busch (Lage)             | R206               | 0445                   | nach einer Flurbezeichnung | 1928                | | Rissener Busch             |
| Rissener Dorfstraße (Lage)        | R207               | 0600                   | nach dem Verlauf im Stadtteil | 1928                | | Rissener Dorfstraße        |
| Rissener Landstraße (Lage)        | R208               | 1500                   | nach dem Verlauf im Stadtteil | 1929                | | Rissener Landstraße        |
| Rissener Ufer (Lage)              | R209               | 0205                   | nach dem Verlauf am Elbufer | 1928                | | Rissener Ufer              |
| Röschdaalskoppel (Lage)           | R254               | 0265                   | nach einer Flurbezeichnung | 1946                | | Röschdaalskoppel           |
| Rüdigerau (Lage)                  | R339               | 0980                   | nach einer Gestalt aus der Nibelungensage | 1949                | | Rüdigerau                  |
| Sandmoorweg (Lage)                | S046               | 1215                   | nach der Lage am Rissener Sandmoor | 1930                | | Sandmoorweg                |
| Schnaakenmoor (Lage)              | S246               | 0590                   | nach dem Flurnamen „Snaak“ | 1931                | | Schnaakenmoor              |
| Schulauer Moorweg (Lage)          | S307               | 0150                   | Die Straße beginnt auf schleswig-holsteinischem Gebiet, der Name wurde von Hamburg übernommen.                                                | 1950                | | Schulauer Moorweg          |
| Schulauer Weg (Lage)              | S308               | 0335                   | nach der Funktion zum Wedeler Ortsteil Schulau führend                                                                                        | 1929                | | Schulauer Weg              |
| Siegfriedstraße (Lage)            | S428               | 0495                   | nach einer Gestalt aus der Nibelungensage | 1933                | | Siegfriedstraße            |
| Siegrunweg (Lage)                 | S429               | 0410                   | nach einer Gestalt aus der Nibelungensage | 1960                | | Siegrunweg                 |
| Sieversstücken (Lage)             | S443               | 0210                   | nach einer Flurbezeichnung | 1929                | östliche Straßenhälfte in Sülldorf, südlich der S-Bahn komplett dort | Sieversstücken             |
| Storchenheimweg (Lage)            | S716               | 0185                   | nach einem früheren Bauernhof gleichen Namens                                                                                                 | 1951                | | Storchenheimweg            |
| Strübelhorn (Lage)                | S751               | 0120                   | nach einer Flurbezeichnung | 1949                | | Strübelhorn                |
| Sülldorfer Brooksweg (Lage)       | S794               | 1440                   | Hamburger Stadtteil Sülldorf | 1929                | Als „Brook“ bezeichnet man ein tiefgelegenes, wasserreiches Bruchland | Sülldorfer Brooksweg       |
| Sülldorfer Landstraße (Lage)      | S798               | 1890                   | Hamburger Stadtteil Sülldorf | 1928                | Teil der Bundesstraße B 431 | Sülldorfer Landstraße      |
| Suurheid (Lage)                   | S819               | 0380                   | nach einer Flurbezeichnung | 1941                | niederdeutsch suur Heid = saure Heide | Suurheid                   |
| Tannhäuserweg (Lage)              | T019               | 0225                   | nach der Oper von Richard Wagner | 1938                | | Tannhäuserweg              |
| Tinsdaler Heideweg (Lage)         | T108               | 1590                   | nach dem Rissener Ortsteil Tinsdal | 1928                | | Tinsdaler Heideweg         |
| Tinsdaler Kirchenweg (Lage)       | T109               | 1850                   | nach dem Rissener Ortsteil Tinsdal, zur Blankeneser Kirche führend                                                                            | 1928                | südliche Straßenhälfte des östlichen Teils in Blankenese | Tinsdaler Kirchenweg       |
| Tristanweg (Lage)                 | T200               | 0260                   | nach der Figur aus Richard Wagners Oper Tristan und Isolde                                                                                    | 1972                | | Tristanweg                 |
| Tronjeweg (Lage)                  | T221               | 0090                   | nach einer Gestalt aus der Nibelungensage | 1985                | | Tronjeweg                  |
| Uteweg (Lage)                     | U045               | 0165                   | nach einer Gestalt aus der Nibelungensage | 1951                | | Uteweg                     |
| Volkerweg (Lage)                  | V076               | 0225                   | nach einer Gestalt aus der Nibelungensage | 1949                | | Volkerweg                  |
| Voßhagen (Lage)                   | V120               | 0145                   | nach einer Flurbezeichnung | 1928                | niederdeutsch Voss = Fuchs, ein Hagen ist ein kleiner Wald | Voßhagen                   |
| Wateweg (Lage)                    | W092               | 0592                   | nach einer Gestalt aus der Gudrunsage | 1949                | | Wateweg                    |
| Wedeler Landstraße (Lage)         | W101               | 1820                   | Wedel, Stadt im Kreis Pinneberg in Schleswig-Holstein, grenzt an Rissen                                                                       | 1928                | | Wedeler Landstraße         |
| Wespenstieg (Lage)                | W184               | 0170                   | nach dem gleichnamigen Insekt | 1930                | | Wespenstieg                |
| Wildkoppel (Lage)                 | W266               | 0145                   | nach einer Flurbezeichnung | 1936                | | Wildkoppel                 |
| Willnerskamp (Lage)               | W291               | 0130                   | nach einer Flurbezeichnung | 1932                | | Willnerskamp               |
| Windfeld (Lage)                   | W307               | 0380                   | nach einer Flurbezeichnung, möglich nach Beckerhaus auch ein frei gewählter Name                                                              | 1957                | | Windfeld                   |
| Wittenbergener Weg (Lage)         | W334               | 1735                   | Wittenbergen, Ortsteil von Rissen | 1949                | | Wittenbergener Weg         |
| Wolferskamp (Lage)                | W376               | 0355                   | nach einer Flurbezeichnung | 1960                | | Wolferskamp                |
| Wolfrunweg (Lage)                 | W381               | 0130                   | nach einer Gestalt aus der Gudrunsage | 1960                | | Wolfrunweg                 |
| Wülpensand (Lage)                 | W403               | 0530                   | nach einer Insel aus der Gudrunsage | 1949                | | Wülpensand                 |